# Віденська битва
Ві́денська би́тва — розгром під Віднем османського війська візира Кари-Мустафи об'єднаними польсько-австрійсько-німецько-литовсько-українськими військами під проводом Яна Собеського 12 вересня 1683 року, внаслідок якого було знято османську облогу габсбурзької столиці. Перша велика битва Війни «Священної ліги».

## Передумови
1 квітня 1683 року цісар Священної Римської імперії Леопольд I уклав із королем Речі Посполитої Яном III Собєським військовий союз проти Османської імперії. Згідно з ним, у разі небезпеки для якої-небудь зі столиць союзників (Відня або Кракова) друга сторона мала прийти з допомогою.
15 липня того ж року величезна (за різними оцінками, 90—140-тисячна) османська армія облягла Відень.
Оборона Відня, очолювана графом Штарембергом, тривала упродовж липня і серпня 1683 року. Сили оборонців танули (з початкових 18 тисяч до неповних 5 тисяч), у місті панував голод і хвороби.
29 липня, не дочекавшись підходу литовських полків, Собєський поспішно вирушив із Кракова на допомогу союзникам з 27 тисячами коронних військ.

## Розгром османської армії

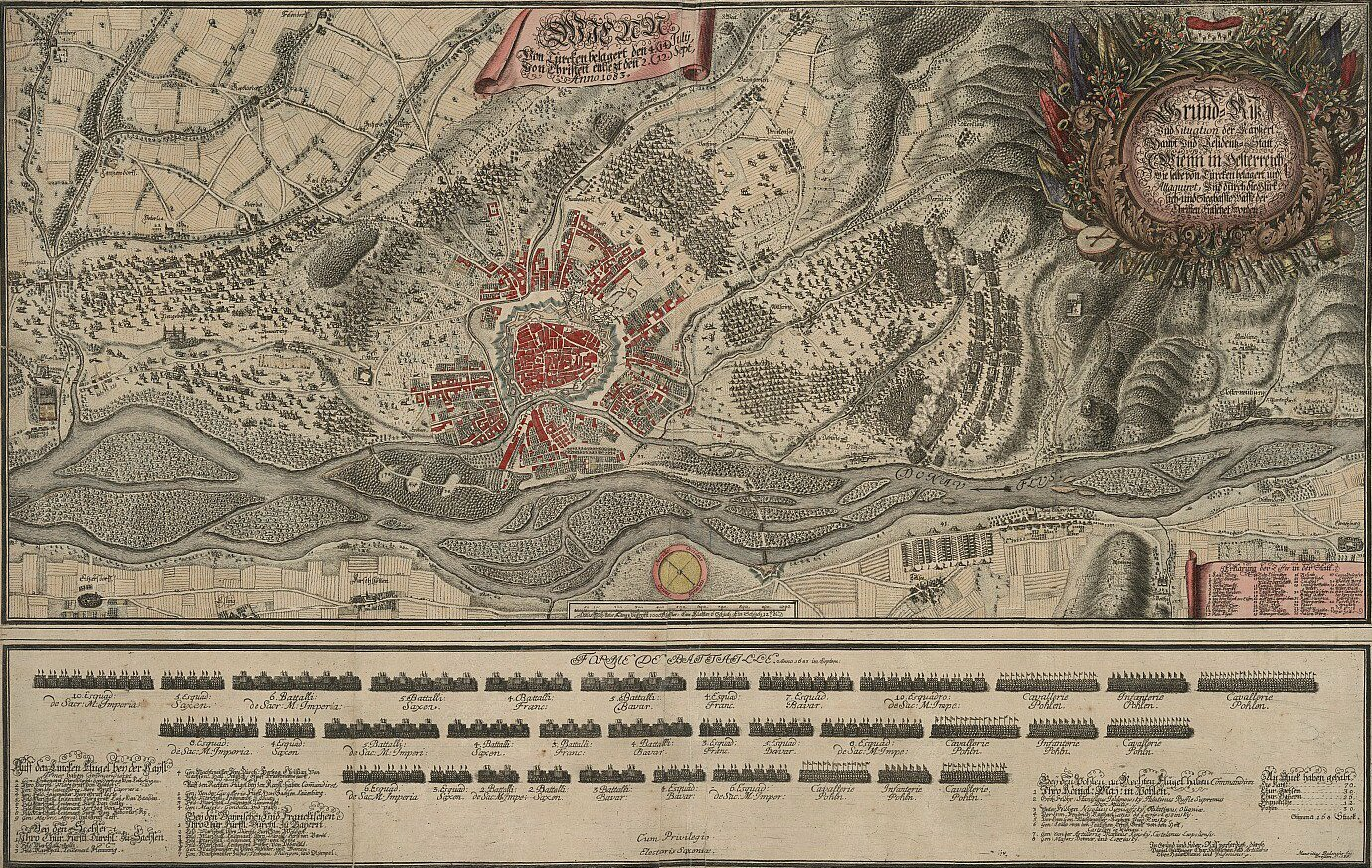
План турецької облоги Відня 1683 року

3 вересня війська Речі Посполитої з'єдналися на березі Дунаю з австро-німецькими загонами, і Собєський взяв на себе командування об'єднаним 67-тисячним військом.

Мапа битви під Віднем 1683 р.

6—8 вересня союзники форсували Дунай, після чого австро-німецькі війська, очолювані князем Лотаринзьким, почали бойові дії проти османів на лівому флангу (з наміром відтягнути на себе значні сили ворога), а тим часом поляки на чолі з Яном Собєським здійснили дводенний прихований марш на правий фланг через важкопрохідні пагорби Віденського лісу.
Головна битва відбулася 12 вересня. Впевнені у своїй значній перевазі, османи не зміцнили, як належить, свого табору і, коли з гущавини Віденського лісу їм у тил несподівано вдарила кіннота Речі Посполитої, османські війська не довго чинили опір і панічно кинулися навтьоки. Облогу Відня було знято, османський табір з величезною кількістю зброї та військових припасів опинився в руках союзників.
Османи втратили 10 тисяч забитими і 5 тисяч пораненими, союзники — близько 1500 вбитими та 2500 пораненими. Ян Собєський відправив у подарунок Папі Римському Інокентію XI зелений прапор пророка, захоплений в османському таборі, а до Кракова відіслав 400 возів з трофеями, частину яких можна досі побачити у королівському замку Вавель.

## Участь козаків у поході Собеського

Похід Собеського проти османів у 1683 році

Багато дослідників старшого покоління стверджували, що в поході Яна Собєського під Відень 1683 року брало участь близько 5000 українських козаків (в інших подаються 15—20 тисяч). Польські студії радянського часу цього історичного епізоду афішують, що в авангарді війська Речі Посполитої у битві за Відень брали участь 150 українських козаків під командуванням полковника П. Апостола-Щуровського. Сучасні ж дослідження мають всі підстави твердити що то є вибіркові та невірні данні — по-перше, у листі йдеться про наявні сили за три дні до баталії, по-друге, на той час на Правобережжі було два полковники з прізвищем Апостол — згаданий підрозділ очолював, найвірогідніше, не Щуровський, а Апостол-Ясеновський.
Безпосереднім учасником оборони Відня був єпископ Йосип Шумлянський, який згодом написав «Думу про битву з турками під Віднем». У цьому творі він дорікає лівобережному гетьману Самойловичу, що той не дозволив лівобережним козакам взяти участь у поході і тим самим позбавив козаків великої військової слави. Вважається, що гетьман Іван Самойлович заборонив лівобережним козакам йти на оборону Відня.
Після перемоги під Віднем військо Яна Собєського і князя Лотаринзького вирушило визволяти від османів територію Угорського королівства. На цьому етапі до нього (разом із литовським військом, яке нарешті долучилося до коронного війська під Братиславою (Пресбургом) й Сечанами) приєдналися українські козацькі полки Я. Ворони, М. Булиги, та В. Іскрицького. Загалом козаків було 3700. На те, щоб їх найняти, було витрачено 277 402 злотих, із якої суми 182 тисячі субсидував Папа Римський, 95 з половиною тисячі сам король. Крім цього, було видано козакам сукно. Поляками командували — Степан Куницький, Василь Іскрицький (Іскра?), Семен Корсунець, Яків Ворона, Адам Зеленецький, Заленський, Булукбаша, Олександр Барабаш, Максим Булига, Криштоф Лячинський, Казимир Санецький, Трофим Кохан і Ян Кобилян. У цьому переліку також називається Семен Палій. Козаки взяли участь у важкій та кровопролитній битві під Парканами.
Після програшу цієї битви та здачі Естергома візира Кара-Мустафу за наказом султана на знак покари задушили шовковим шнурком, за кожен кінець якого тягнули кілька людей — у той час в Османській імперії це був найпоширеніший вид страти, що застосовувався до високопоставлених осіб.
«Віденська відсіч» назавжди поклала край османській експансії вглиб Європи.

## Склад союзної армії Священної Римської імперії та Польщі
7—8 вересня 1683 поблизу Тульна (нині Австрія) складалась з:

Стяг Священної Римської імперії

| Загони                        | Піхота | Кавалерія | Гармати | Разом  |
| ----------------------------- | ------ | --------- | ------- | ------ |
| Цісарські                     | 8100   | 12 900    | 70      | 21 000 |
| Саксонські                    | 7000   | 2000      | 16      | 9000   |
| Баварські                     | 7500   | 3000      | 26      | 10 500 |
| Південних німецьких князівств | 7000   | 2500      | 12      | 9500   |
| Польські                      | 10 000 | 14 000    | 28      | 24 000 |
| Разом                         | 30 600 | 34 400    | 152     | 74 000 |

## Цікаві факти
Цю битву називають ще й «кавовою битвою». Історія склалася таким чином: задля того, щоб передати листа-прохання про допомогу австрійському імператору Леопольду І та князю Лотаринзькому Карлу, було відправлено та замасковано під османа віденця Юрія-Франца Кульчицького, який володів османською мовою і знав їхні звичаї. Необхідність такої операції була зумовлена катастрофічним положенням Відня, який штурмувала османська артилерія. Отож Кульчицький разом із товаришем Михайловичем подався прямо в лігво ворога — османський табір. Загалом, операція вдалася: Кульчицький дійшов до свого місця призначення, допомогу було надано, втім не в цьому суть історії. «В нагороду» віденський уряд вирішив віддати Кульчицькому 300 мішків кави, що привезли з собою османи. Кульчицький вирішив заробити бодай якусь копійчину, продаючи каву, проте віденці цього, ще нового, для себе напою не сприймали. Втім, пройшов час. Кульчицький відкрив кав'ярню, яка згодом стала центром віденської еліти: пройшов час і Відень виправдав своє сьогоднішнє звання Столиці Кави. Таким чином він заробив величезні гроші і зробив вагомий внесок у світовий розвиток — розповсюдив каву. До речі, сам Кульчицький за походженням є українцем — вихідцем із села Кульчиці-Шляхетські на Львівщині.

## Вшанування пам'яті

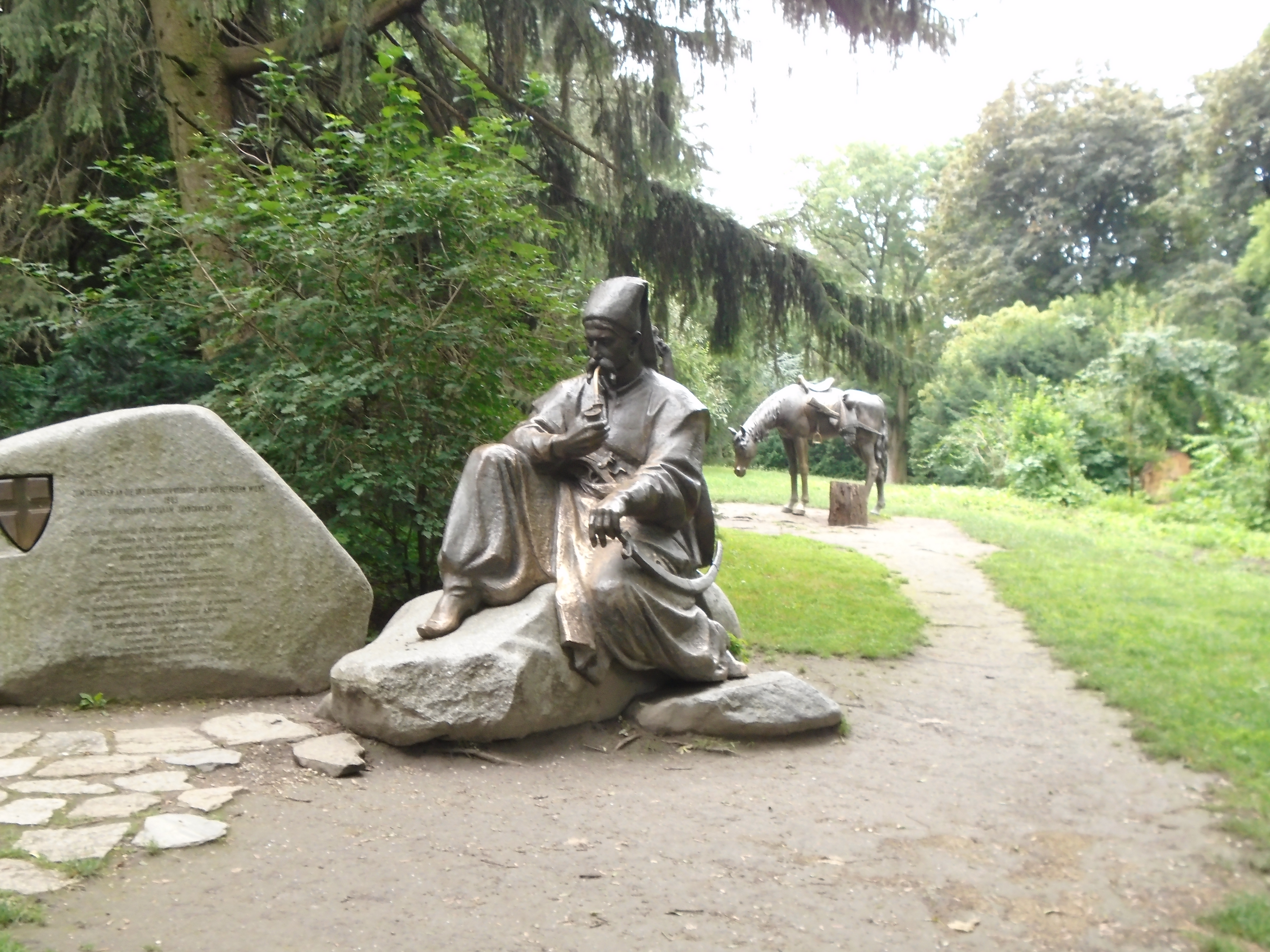
Пам'ятник козакам у Тюркеншанцпарку

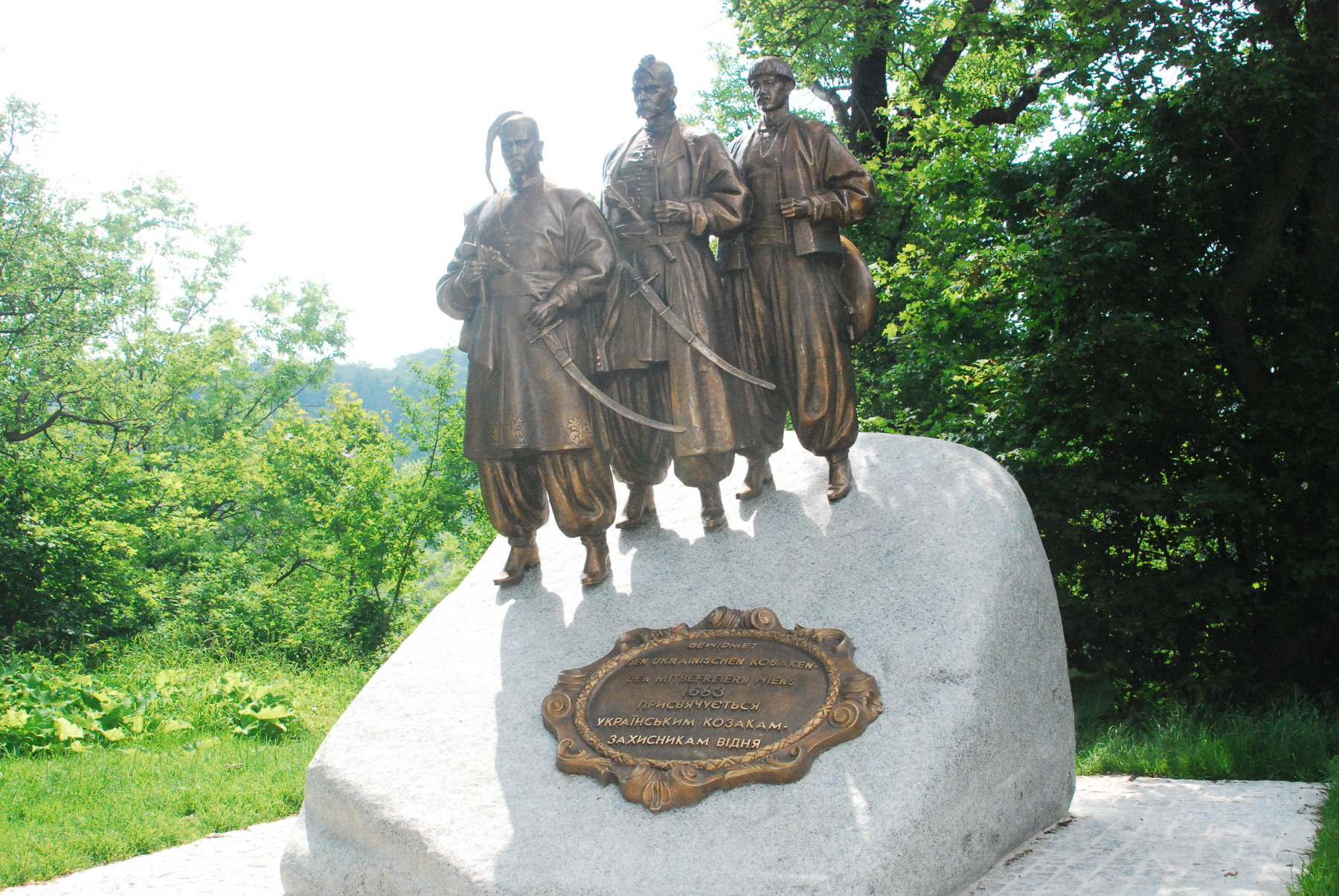
Пам'ятник козакам. Леопольдсберг

У Відні встановлені наступні пам'ятки на честь українських козаків що брали участь у Віденській баталії:
1. Пам'ятна дошка українським козакам, що брали участь у визволенні Відня від османської облоги (Відень 19, Леопольдсберг) на стіні церкви Св. Леопольда. Відкрита у 1983 р.
2. Пам'ятник українським козакам, що брали участь у визволенні Відня від османської облоги (Відень 18, Тюркеншанцпарк). Відкритий 15 вересня 2003 р. на відзначення 320-ї річниці визволення Відня від османської облоги, а також у зв'язку зі святкуванням 12-річчя Незалежності України. Створений колективом у складі скульпторів Національної Спілки художників України, професора В. А. Чепелика та архітектора В. П. Скульського. Пам'ятник було виготовлено у Києві.
3. 2013-го у парку, поряд української католицької церкви, встановлено монумент за особистої підтримки мера Відня Міхаеля Хойпля. Авторами пам'ятника також стали скульптори Володимир та Олексій Чепелики.

27 лютого 2013 року до ВРУ за ініціативи Ірини Фаріон та Олега Панькевича було подано проєкт постанови про увічнення 330-ї річниці участі українців у Віденській битві, але у результаті голосування він так і не був затверджений.
Віденській битві і вкладу крилатих гусарів у перемогу Священної ліги присвячена пісня групи Sabaton «Winged Hussars» з альбому «The Last Stand», який вийшов в 2016 році.